# Choi Sung-kuk
Choi Sung-kuk (Seúl, Corea del Sur, 8 de febrero de 1983) es un exfutbolista de Corea del Sur que jugaba en la posición de delantero. Fue suspendido de por vida de otra actividad relacionada con el fútbol por estar involucrado en el arreglo de partidos.

## Carrera

### Club
| Periodo   | Club                                | Apariciones | Goles |
| --------- | ----------------------------------- | ----------- | ----- |
| 2003–2006 | Ulsan Hyundai Horang-i              | 84          | 10    |
| 2005      | → Kashiwa Reysol (cedido)           | 8           | 0     |
| 2007–2010 | Seongnam Ilhwa Chunma               | 49          | 7     |
| 2009–2010 | → Gwangju Sangmu (servicio militar) | 48          | 13    |
| 2011      | Suwon Samsung Bluewings             | 12          | 1     |

### Selección nacional
Participó en el proceso de selecciones nacionales a partir de la categoría sub-17. Con la selección absoluta debutó en marzo de 2003 en un empate 0-0 ante Colombia en un partido amistoso. Su primer gol con la selección lo hizo en la victoria por 1-0 ante Omán por la clasificación para la Copa Asiática 2004. Jugó en 26 ocasiones y anotó dos goles hasta 2011; participó en el Campeonato Juvenil de la AFC 2002, la Copa Mundial de Fútbol Sub-20 de 2003, dos ediciones de los Juegos Asiáticos, los Juegos Olímpicos de Atenas 2004 y la Copa Asiática 2007.

## Vida personal
Su madre Kim Jae-young fue gimnasta y su padre jugador de Hockey sobre hierba. En diciembre de 2005 se casó con Kwak Seon-hye, y al año siguiente fue padre. Choi es cristiano.
El 9 de febrero de 2012 Choi fue sentenciado a dos años de libertad condicional y 200 horas de servicio comunitario por 10 meses por el caso de arreglo de partidos.
Al terminar su carrera como futbolista profesional, Choi trabajó como funcionario administrativo en un hospital. Se dio a conocer que luego de que su carrera como futbolista terminó, su familia pasó por problemas financieros.
En enero de 2014 Choi fue arrestado por conducir borracho. En abril de 2016 Choi fue contratado como comentarista por la página Spoplay.
En julio de 2016 fue sentenciado a seis años de cárcel junto a Kim Dong-hyun.
Siete años después de que su carrera como futbolista terminara, contó su rol en el arreglo de partidos en una entrevista.

## Logros

### Club
- K League 1: 2005[36]
- Korean Super Cup: 2006[37]
- A3 Champions Cup: 2006[38]
- AFC Champions League: 2010[39]

### Selección nacional
- AFC Youth Championship: 2002[40]

### Individual
- Goleador de la Korean FA Cup: 2001
- Goleador de la Korean League Cup: 2006[41]
- Mejor jugador del K League All-Star Game: 2008

## Estadísticas

### Club
| Club                              | Temporada | Liga      | Liga        | Liga  | Copa Nacional | Copa Nacional | Copa de Liga | Copa de Liga | Continental | Continental | Total       | Total |
| Club                              | Temporada | División  | Apariciones | Goles | Apariciones   | Goles         | Apariciones  | Goles        | Apariciones | Goles       | Apariciones | Goles |
| --------------------------------- | --------- | --------- | ----------- | ----- | ------------- | ------------- | ------------ | ------------ | ----------- | ----------- | ----------- | ----- |
| Ulsan Hyundai Horang-i            | 2003      | K League  | 27          | 7     | 0             | 0             | —            | —            | —           | —           | 27          | 7     |
| Ulsan Hyundai Horang-i            | 2004      | K League  | 19          | 1     | 4             | 3             | 0            | 0            | —           | —           | 23          | 4     |
| Ulsan Hyundai Horang-i            | 2005      | K League  | 16          | 1     | 1             | 0             | 0            | 0            | —           | —           | 17          | 1     |
| Ulsan Hyundai Horang-i            | 2006      | K League  | 22          | 1     | 1             | 0             | 13           | 8            | 4           | 4           | 40          | 13    |
| Ulsan Hyundai Horang-i            | Total     | Total     | 84          | 10    | 6             | 3             | 13           | 8            | 4           | 4           | 107         | 25    |
| Kashiwa Reysol                    | 2005      | J1 League | 8           | 0     | 0             | 0             | 4            | 0            | —           | —           | 12          | 0     |
| Seongnam Ilhwa Chunma             | 2007      | K League  | 27          | 3     | 0             | 0             | 1            | 0            | 8           | 3           | 36          | 6     |
| Seongnam Ilhwa Chunma             | 2008      | K League  | 18          | 4     | 2             | 0             | 8            | 3            | —           | —           | 28          | 7     |
| Seongnam Ilhwa Chunma             | 2010      | K League  | 4           | 0     | 0             | 0             | 0            | 0            | 3           | 1           | 7           | 1     |
| Seongnam Ilhwa Chunma             | Total     | Total     | 49          | 7     | 2             | 0             | 9            | 3            | 11          | 4           | 71          | 14    |
| Gwangju Sangmu (servicio militar) | 2009      | K League  | 26          | 9     | 0             | 0             | 2            | 0            | —           | —           | 28          | 9     |
| Gwangju Sangmu (servicio militar) | 2010      | K League  | 22          | 4     | 3             | 1             | 2            | 0            | —           | —           | 27          | 5     |
| Gwangju Sangmu (servicio militar) | Total     | Total     | 48          | 13    | 3             | 1             | 4            | 0            | —           | —           | 55          | 14    |
| Suwon Samsung Bluewings           | 2011      | K League  | 12          | 1     | 1             | 1             | 0            | 0            | 6           | 0           | 19          | 2     |
| Total                             | Total     | Total     | 201         | 31    | 12            | 5             | 30           | 11           | 21          | 8           | 264         | 55    |

### Selección nacional
| Selección nacional | Año          | Apariciones | Goles |
| ------------------ | ------------ | ----------- | ----- |
| Corea del Sur      | 2003         | 4           | 1     |
| Corea del Sur      | 2004         | 4           | 0     |
| Corea del Sur      | 2005         | 3           | 0     |
| Corea del Sur      | 2006         | 3           | 0     |
| Corea del Sur      | 2007         | 7           | 1     |
| Corea del Sur      | 2008         | 3           | 0     |
| Corea del Sur      | 2010         | 1           | 0     |
| Corea del Sur      | 2011         | 1           | 0     |
| Career total       | Career total | 26          | 2     |

| N.º | Fecha     | Sede                   | Rival          | Marcador | Resultado | Torneo                                   |
| --- | --------- | ---------------------- | -------------- | -------- | --------- | ---------------------------------------- |
| 1   | 27-9-2003 | Incheon, Corea del Sur | Omán           | 1–0      | 1–0       | Clasificación para la Copa Asiática 2004 |
| 2   | 11-7-2007 | Yakarta, Indonesia     | Arabia Saudita | 1–0      | 1–1       | Copa Asiática 2007                       |